# Kvinden med de to sjæle
Kvinden med de to sjæle er en amerikansk stumfilm fra 1918 af Elmer Clifton.

## Medvirkende
- Priscilla Dean - Joy Fielding / Edna
- Ashton Dearholt - Chester Castle
- Joseph W. Girard - Copin
- Evelyn Selbie - Leah